# Swords of Destiny
Swords of Destiny est un jeu vidéo d'action de type hack 'n' slash sorti en 2005 sur PlayStation 2, développé par Artoon et édité par Rising Star Games.